# Jacques van der Klundert
Jacques van der Klundert (De Heen, 15 april 1938) was een Nederlandse profwielrenner tussen 1961 en 1966.

## Wielerloopbaan
Van der Klundert werd in 1961 2e op het Nederlands kampioenschap.

## Belangrijkste overwinningen
1960
- 6e etappe Olympia's Tour

1961
- 1e etappe deel a Ronde van Nederland

## Resultaten in voornaamste wedstrijden
| Jaar | Ronde van Italië | Ronde van Frankrijk | Ronde van Spanje |
| ---- | ---------------- | ------------------- | ---------------- |
| 1961 |                  |                     |                  |
| 1962 |                  |                     |                  |
| 1964 |                  | opgave              |                  |

| Jaar | Rund um den Henninger-Turm | Kuurne-Brussel-Kuurne | Omloop Het Volk |
| ---- | -------------------------- | --------------------- | --------------- |
| 1961 |                            | 4e                    | 5e              |
| 1962 | 9e                         |                       |                 |
| 1964 |                            |                       |                 |